# المسرب (المخادر)

تعديل مصدري - تعديل

المسرب محلة تابعة لقرية العارضة، التابعة لعزلة المحرم بمديرية المخادر إحدى مديريات محافظة إب في الجمهورية اليمنية، بلغ تعداد سكانها 92 حسب تعداد اليمن لعام 2004.